# Uszczyn
Uszczyn – wieś w Polsce położona w województwie łódzkim, w powiecie piotrkowskim, w gminie Sulejów.
Wieś królewska (tenuta) w powiecie piotrkowskim województwa sieradzkiego w końcu XVI wieku. Do 1953 istniała gmina Uszczyn. W latach 1975–1998 miejscowość administracyjnie należała do województwa piotrkowskiego.